# Río Bikin
El río Bikín (en ruso, Бики́н) es un río del nordeste asiático, un afluente de la margen derecha del río Ussuri, a su vez afluente del río Amur en su curso bajo. Tiene una longitud de 560 km y drena una cuenca de 22.000 km².
Administrativamente, discurre por los krais de  Jabárovsk y Primorie de la Federación de Rusia. 
El río nace en la cordillera Sijoté-Alín y discurre primero en dirección sur, a menos de 100 km  de la costa del mar de Japón. Luego se vuelve en dirección oeste, una orientación que conserva en general a lo largo de todo su curso. La principal ciudad por la que pasa es Bikín, a la que da nombre: 19 641 hab. en el censo de 2002.
Sus principales afluentes son los ríos Alchán (170 km), Bachelaza, Klyuchevaya (97 km) y Zeva (139 km).